# Haunold (Patriziergeschlecht)

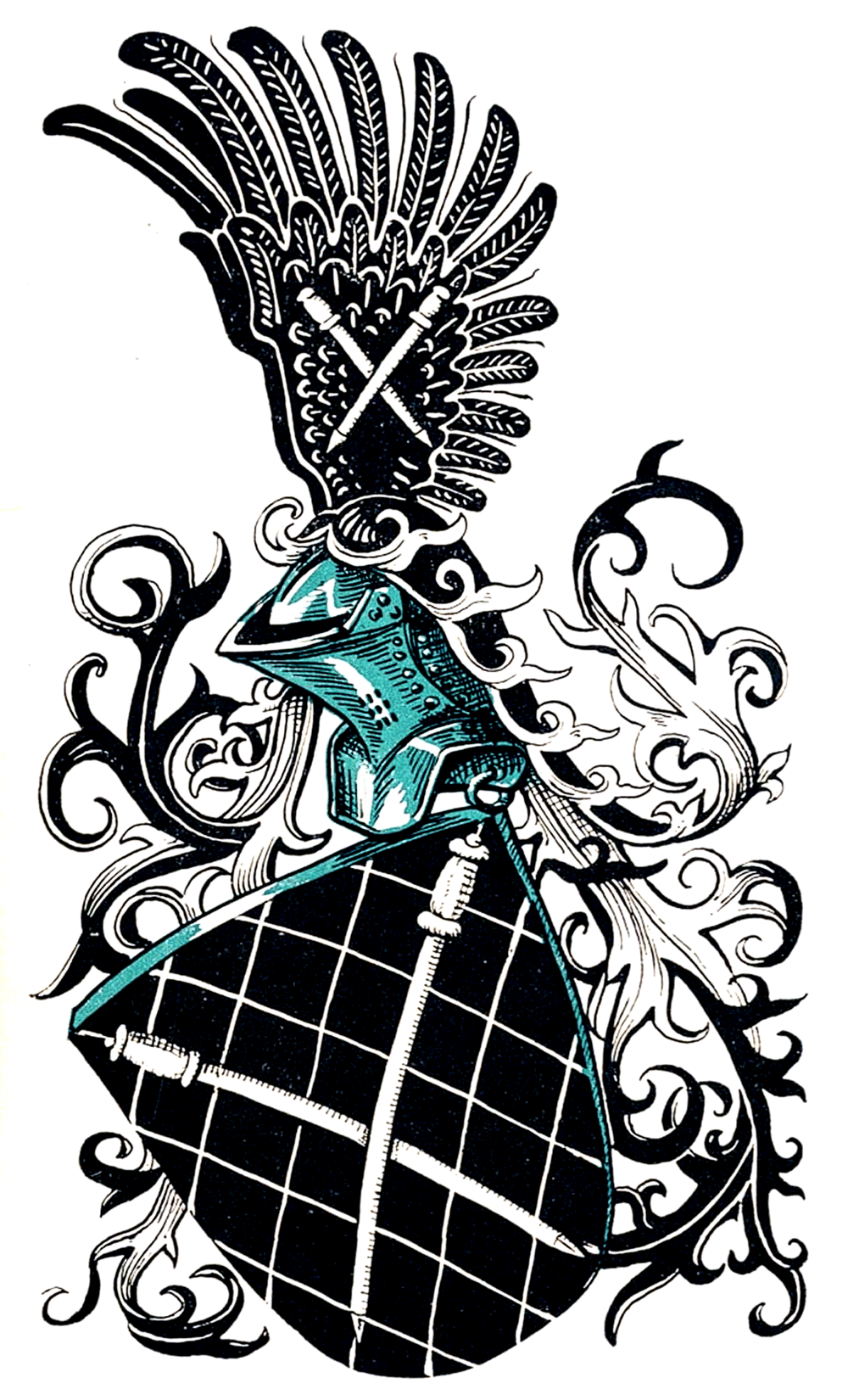
Wappen der älteren Haunolt bzw. Haynolt (Rudolf Stein)

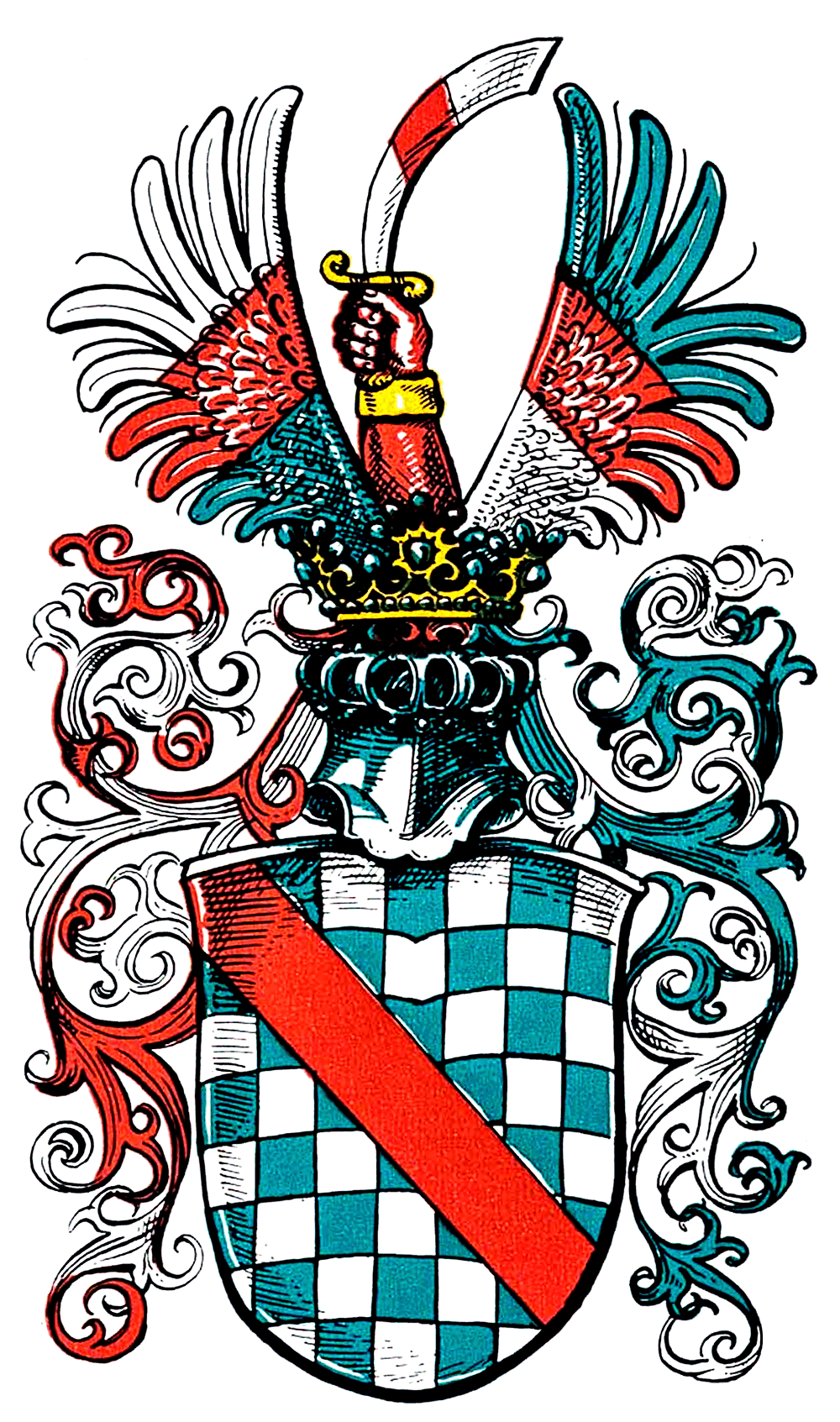
Wappen der jüngeren Haunold (Rudolf Stein)

Die Haunold(t) bzw. Haynold waren zwei bedeutende adlige Patriziergeschlechter aus Breslau, die beide im Mannesstamm erloschen sind. Sie sind zu unterscheiden von dem niederösterreichischen Rittergeschlecht von Haunold.

## Geschichte

### Haunold (I.)
Das ältere Breslauer Patriziergeschlecht Haunold bzw. Haynolt führte als Wappen „in Schwarz zwei gekreuzte Pilgerstäbe.“ Nach Angaben des Historikers Hermann Luchs fand sich ihr Wappen nur dreimal, in der Elisabethkirche von Breslau, am Epitaph des Ritters Achatius Haunold von 1532, am Denkmal des Conrad Saurman auf der Jeltsch († 1561), sowie auf einem von einem Engel gehaltenen Schild an der Konsole einer Madonna aus dem Ende des 15. Jahrhunderts. Der Stammvater war Valentin Haunold († 1465), der aus Wünschelburg in der Grafschaft Glatz stammte. 1425 war er Student an der Universität Leipzig. Er stand in Opposition gegen den böhmischen König Georg von Podiebrad. Am 28. Mai 1464 legte er in Breslau an Stelle der alten hölzernen Kirche St. Bernhardin den Grundstein zum Bau einer neuen steinernen Kirche und Kloster. Am Mittwoch nach Michaelis 1465 stiftete er neben dieser Kirche die Kapelle Mariä Himmelfahrt. Die Haunold besaßen die Güter Bresa, Leuthen, Peiskerwitz und Saara und 1491 das Gut Protsch. Am 21. März 1506 starb Hans Haunold, Landeshauptmann des Fürstentums Breslau. 1523 verlieh König Ludwig II. von Ungarn und Böhmen dem Kaiserlichen Rat und Landeshauptmann des Fürstentums Breslau Achatius Haynolt († 14. September 1531 in Breslau) das Adelsdiplom. Am 2. März 1524 beurkundete der Stadthauptmann Achatius Haunold einen Vergleich zwischen dem Abt Gregor mit Johann und Christoph Sommerfeld, genannt Tschachslaus. Als Anhänger der Reformation setzte er um 1528 auf seinem Gut Protsch einen lutherischen Prediger ein. Der Pfarrer von St. Nikolai in Breslau, Gregor Neumann, schrieb 1535 an König Ferdinand I.: „Es hat sich vor ungefähr sieben Jahren begeben, dass sich Stadthauptmann Haunold mit Gewalt unterstanden, mir meine Pfarrkinder genommen und an einen lutherischen Pfaffen auf sein Gut Protsch gewiesen, dergleichen die von Klein-Masselwitz, so mir Zehenten und Zins schuldig sein..“. Georg von Haunold († 8. Januar 1626 in Breslau) fungierte als Stadtkommandant und Oberwachtmeister. Das Geschlecht, das im Landadel aufging, soll im 17. Jahrhundert erloschen sein.

### Haunold (II.)

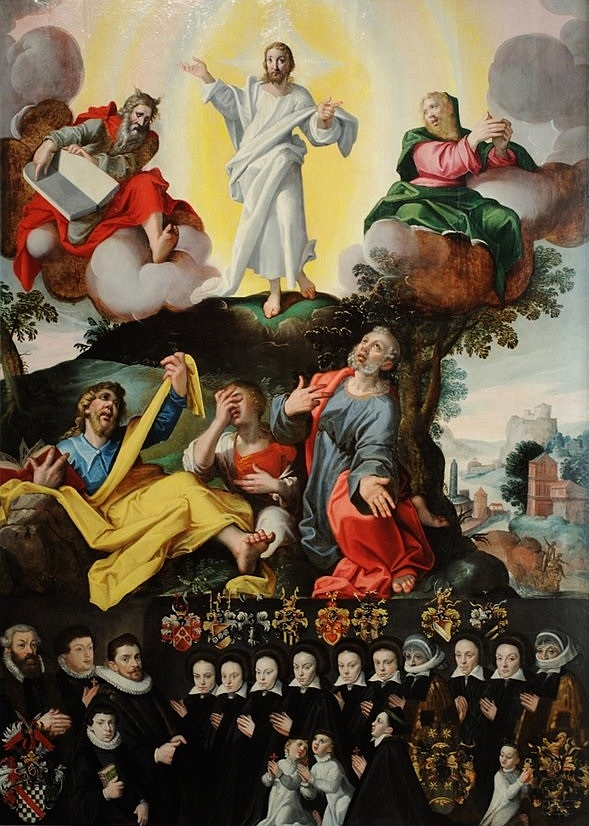
Mittelstück des Epitaphs für Peter Haunold († 1585)

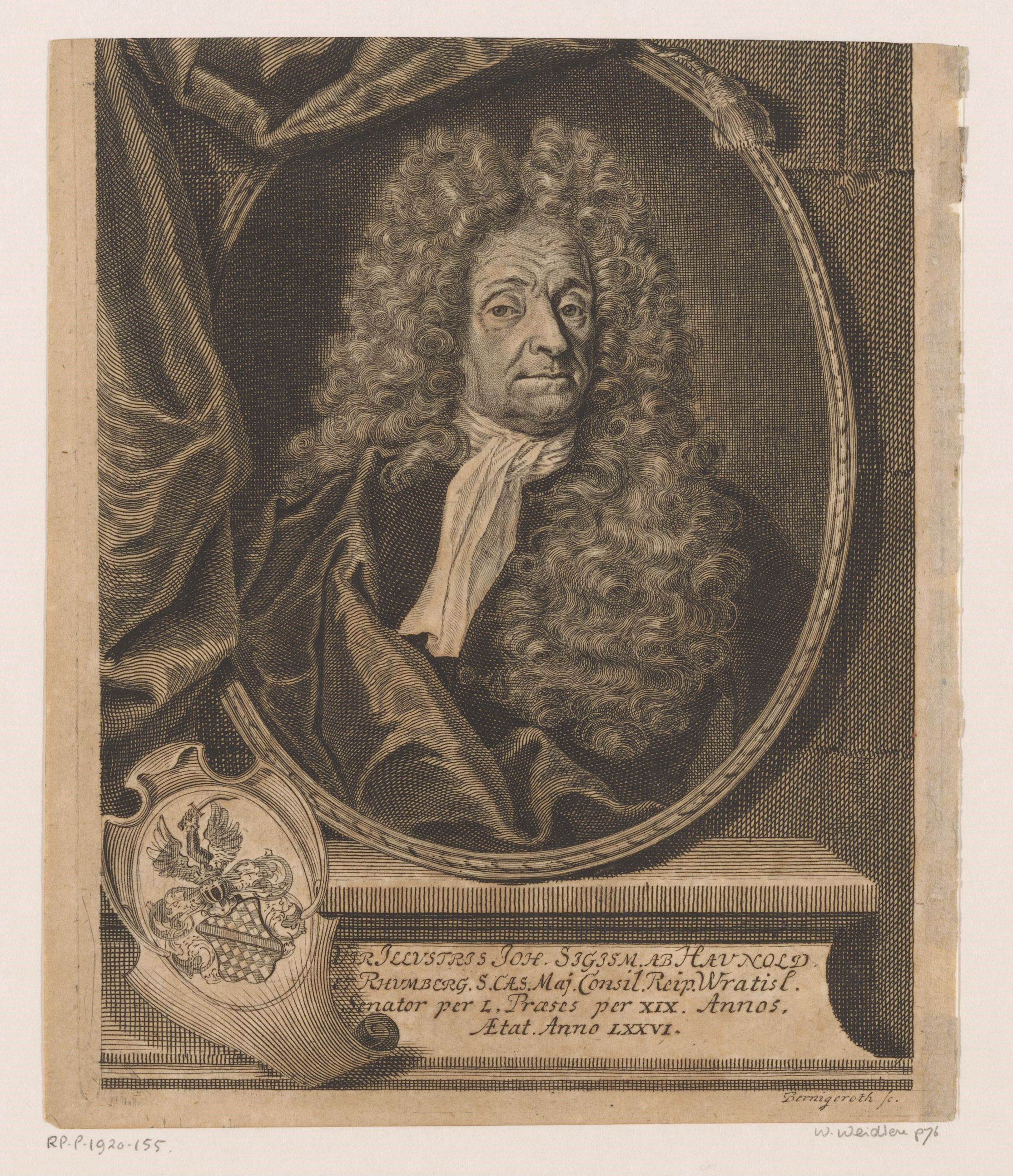
Johann Sigismund von Haunold

Die jüngere Linie, die ebenfalls in Breslau dem Patrizierstand angehörte, führte als Wappen „von Blau und Silber geschacht mit einem schräglinks, roten Balken überzogen.“ Die geadelte Sippe stammte ursprünglich aus Liegnitz und war im 16. Jahrhundert nach Breslau gezogen. Zu dem älteren gleichnamigen Geschlecht bestand weder eine Stamm- noch Wappenverwandtschaft. Fälschlicherweise führte der Historiker Johann Sinapius in seinem Werk Schlesischer Curiositäten die Familien noch zusammen auf. Am 29. November 1559 wurde den Brüdern Dr. med. Hieronymus, Peter, Paul, Jacob und David Haunold ein Wappen mit Lehenartikel verliehen. Das Wappen steht in Siebmachers Wappenbuch von 1605 unter Fauner, in der Ausgabe von 1701/05 an gleicher Stelle mit dem Namen Haunoldt. Dr. med. Hieronymus Haunold war Rektor der Lateinschule in Friedberg, herzoglich-liegnitzischer Rat und Stadtarzt in Löwenberg. Der Sohn des Hieronymus, Nikolaus Haunold († 1622) diente in Wien als Kaiserlicher Rat und Kammersekretär. Das Mittelstück des Epitaphs von Peter Haunold († 1585) und seiner Frau stammte aus der Breslauer Elisabethkirche (heute im Nationalmuseum Breslau). Es zeigt Christus auf dem Berg der Verklärung, mit Moses und Elias. Darunter kniet die Familie des Stifters, rechts Peter Haunold mit drei Söhnen, links zwei Frauen mit zwölf Töchtern, fünf sind durch rote Kreuze an den Händen als verstorben gekennzeichnet. Neben dem Vater das Wappen der Haunold, neben seinen zwei Frauen das Wappen der Lindener bzw. Holtz, über den acht Töchtern das Wappen von deren Männern, darunter Arzt, Göbe, Thiel und Schilling. Die Inschrift lautet: „Im Jahr Christi 1585 den 16 May ist in Gott seliglich entschlaffen der Erbare EhrnVeste Peter Haunoldt, Bürger alhier, seines Alter 63 Jahr. Zuvor aber im Jahr 1552 den 21 April die Ehrentugendsame Fraw Ursula Lindnerin. Darnach im 1582 Jahr den 23 Augusti die Ehrentugendsame Fraw Martha von Holtz, Beide seine Eheliche Hausfrawen. Dene Gott der Allmechtig und unß Gnedig sey.“ Das Geschlecht, das sich auch nach seinen Gütern Sacherwitz und Romberg nannten, soll 1585 in den Adelsstand erhoben wurden sein. Der Stamm ist mit dem ältesten Sohn des Ratsherren Hans Haunold, dem Kaiserlichen Rat und Mitglied des Ratskollegiums Johann Sigismund von Haunold († 5. März 1711), Gründer einer Hausarmenpflege, im Mannesstamm erloschen.

#### Wappen
Blasonierung des Wappens der jüngeren Haunold: „Ein von Blau und Silber geschachter Schild, schräglinks mit einem roten Balken überzogen. Auf dem gekrönten Helm zwischen zwei Flügeln in Blau und Weiß, in jeder der rote Balken, ein ausgestreckter Arm mit einem blutigen Säbel in der Mitte.“ Das Wappen weist Ähnlichkeiten mit dem der Logau auf. 

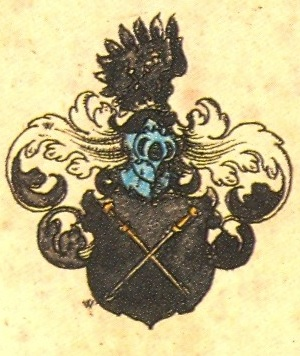
Wappen der älteren Haunolt bzw. Haynolt in Siebmachers Wappenbuch
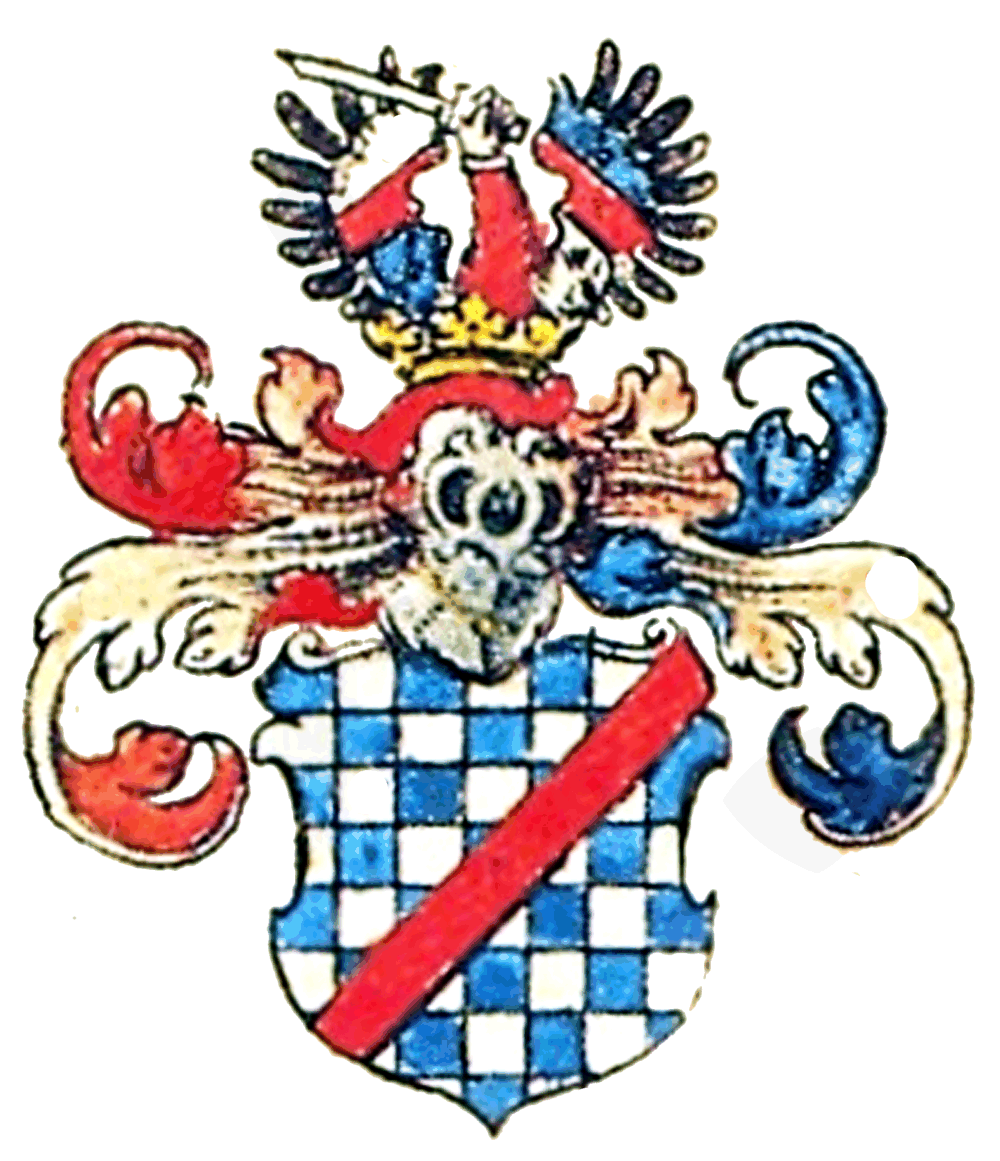
Wappen der jüngeren Haunold (Fauner) in Siebmachers Wappenbuch

#### Besitzungen
- Groß Bresa
- Grunau
- Leuthen
- Peiskerwitz, Kreis Neumarkt
- Protsch
- Saara, Kreis Neumarkt
- Sacherwitz
- Perschütz
- Romberg

#### Genealogie
- Andreas Haunold († 1546), ⚭ Anna Nering († 1560)
  - Hieronymus Haunold (1518–1567), ⚭ 1.) Lucia Kretzer, 2). Magdalena von Jenkwitz 
    - Nikolaus Haunold (1556–1622), ⚭ Maria Hülsenbeck

  - Peter (I.) Haunold (1522–1585), ⚭ 1.) Ursula Lindner, 2.) Martha von Holtz
    - Hans Haunold (1557–1617), ⚭ Eva von Uthmann und Rathen
      - Hans Haunold (1591–1655), 1.) ⚭ Margaretha von Zangen, 2.) Anna Pucher von der Puche
        - Hans Sigismund Haunold (1634–1711), ⚭ Maria Elisabeth von Chanoffsky
          - Sigismunde Isabella Haunold (1677–1682)

        - Hans Joachim Haunold (1635–1708), ⚭ Maria Katharina Burckhardt von Löwenburg 
          - Anna Sophia Haunold († 1689)

    - Peter (II.) Haunold (1577–1613), ⚭ Anna Riedel

## Bedeutende Namensträger
- Achatius Haunold († 1532), Kaiserlicher Rat und Landeshauptmann des Fürstentums Breslau
- Hans Haunold (um 1445–1506), schlesischer Großhändler, Ratsherr von Breslau und Landeshauptmann
- Hieronymus Haunold (1518 1567), deutscher Mediziner, herzoglich-liegnitzischer Rat, Stadtarzt in Löwenberg
- Johann Sigismund von Haunold (1634–1711), Kaiserlicher Rat, Gründer der Hausarmenpflege